# San Bernardinostraat
De San Bernardinostraat is een zeestraat in de Filipijnen. Deze zeestraat scheidt het Bicolschiereiland, deel van het eiland Luzon, van het eiland Samar in het zuiden.

## Geschiedenis

### Spanjaarden en de San Bernardinostraat
De eerste keer dat de San Bernardinostraat genoemd wordt door de Spanjaarden is in het verslag van de expeditie van Ruy López de Villalobos in de jaren 1543 tot 1545. Deze expeditie was uitgezonden door de onderkoning van Mexico in opdracht van keizer Karel V met als doel het vestigen van een kolonie nabij de door de Portugezen bezette Specerij-eilanden.
Tijdens deze expeditie vol rampspoed strandde het kleine schip San Juan de Letran, met een rompbemanning van slechts 20 koppen, uiteindelijk in de San Bernardinostraat. Daarvóór had het schip wel meer dan 5000 kilometer van de Filipijnse wateren verkend en in kaart gebracht. Onder meer de San Bernardinostraat en de San Juanicostraat (tussen Leyte en Samar) werden verkend. Het schip omcirkelde ook Mindanao voordat het terug probeerde te keren naar Mexico. Het werd echter door een storm teruggedreven naar de "Filipinas", de door Villalobos aan de drie eilanden gegeven naam. Uiteindelijk liep het schip op 3 januari 1544 aan de grond in de verraderlijke stromingen van de San Bernardinostraat.

### Tweede Wereldoorlog
Gedurende de Slag in de Golf van Leyte gebruikte admiraal Takeo Kurita de straat om de Amerikaanse transportschepen te bereiken die geankerd lagen in de Golf van Leyte.

## Transport
De San Bernardinostraat is tegenwoordig een van de drukst bevaren zeestraten in de Filipijnen. Verschillende havensteden liggen dan ook aan deze straat, zoals Allen op Samar en Matnog in de provincie Sorsogon van Luzon. De straat is echter ook de toegangsweg vanaf de Stille Oceaan naar de havens van Manilla.